# زمین‌لرزه ۱۹۹۷ چین
زمین‌لرزه چین  در تاریخ ۲۱ ژانویه ۱۹۹۷ میلادی، برابر با ‎۲ بهمن ۱۳۷۵، ساعت ۱:۴۸:۳۰ به زمان یوتی‌سی در چین رخ داد. ژرفای این زلزله ۱۸ کیلومتر بود، و بزرگی آن ۵٫۹ در مقیاس Mw اعلام شده‌است. زمین‌لرزه به وقت محلی در روز سه‌شنبه، ساعت ۹ روی داده و منطقه زمانی آن یوتی‌سی +۸ بوده‌است .
سازمان زمین‌شناسی آمریکا نیز رومرکز این زمین‌لرزه را در مختصات ۳۹°۲۸′۲۶″شمالی ۷۶°۵۹′۵۳″شرقی / ۳۹٫۴۷۴°شمالی ۷۶٫۹۹۸°شرقی و ژرفای آنرا در ۳۳ کیلومتر گزارش کرده‌است. بزرگی برگزیدهٔ این سازمان از میان بزرگیهای محاسبه‌شدهٔ مختلف ۵٫۹ در مقیاس Mw بوده و از دید اثر، در میان چهار دسته‌بندی «نامحسوس»، «محسوس»، «زیان‌آور» یا «با تلفات»، زلزله را «با تلفات» اعلام کرده‌است.نزدیک به ۱۴۰۰۰ ساختمان در زمین‌لرزه خراب شده‌است.
پروژهٔ «تنسور گشتاور مرکزوار» زاویه‌های (راستا، شیب، ریک) گسل سازندهٔ زمین‌لرزه و صفحه عمود بر آنرا (°۳۱۵، °۷۵، °۱۷۷-) یا (°۲۲۴، °۸۷، °۱۵-) و نوع گسل را «امتدادلغز» فرارسانده‌است.
شمار کشتگان زلزله حدود ۱۲ نفر بوده‌است.تعداد زخمیان ۴۰ نفر برآورده شده‌است.بی‌خانمان شدگان نیز ۷۰۰۰۰ نفر اعلام شده‌است.